# Беані-Базар (упазіла)
Беані́-База́р (бенг. বিয়ানিবাজার, англ. Beani Bazar) — одна з 11 упазіл зіли Сілхет регіону Сілхет Бангладеш, розташована на південному сході зіли.
Населення — 212 773 особи (2008; 181 547 в 1991).

## Адміністративний поділ
До складу упазіли входять 11 вардів:
| Зіла                       | Площа, км² | Населення, осіб (2008) |
| -------------------------- | ---------- | ---------------------- |
| Алінагар                   | -          | 17127                  |
| Бара-Моллахпур (Моллахпур) | -          | 17062                  |
| Беані-Базар                | -          | 25088                  |
| * Беані-Базар-Паурашава    | -          | 6477                   |
| Добхаг                     | -          | 19276                  |
| Курар-Базар                | -          | 22777                  |
| Лаута                      | -          | 17532                  |
| Матхіура                   | -          | 11403                  |
| Муріа                      | -          | 22323                  |
| Тілпара                    | -          | 15795                  |
| Чаркхай                    | -          | 26551                  |
| Шеола                      | -          | 17839                  |